# Tamikrest
Tamikrest (Tamaschek für der Knotenpunkt, das Bündnis, die Zukunft) ist eine Band, deren Mitglieder dem Volk der Tuareg angehören. Die Band wurde 2006 gegründet. Sie mischt Tuareg-Musik mit westlicher Rock- und Popmusik. Ihr Gesang ist in Tamaschek. Haupt-Songschreiber der Band ist Frontmann Ousmane Ag Mossa.
Die Musik der Band ist geprägt durch den Einsatz mehrerer, oft elektrischer, Gitarren; ergänzt durch Gesang, gelegentliche Freudenjodler (youyous), Bass, Schlagzeug, Djembé und weitere Perkussionsinstrumente.

## Geschichte

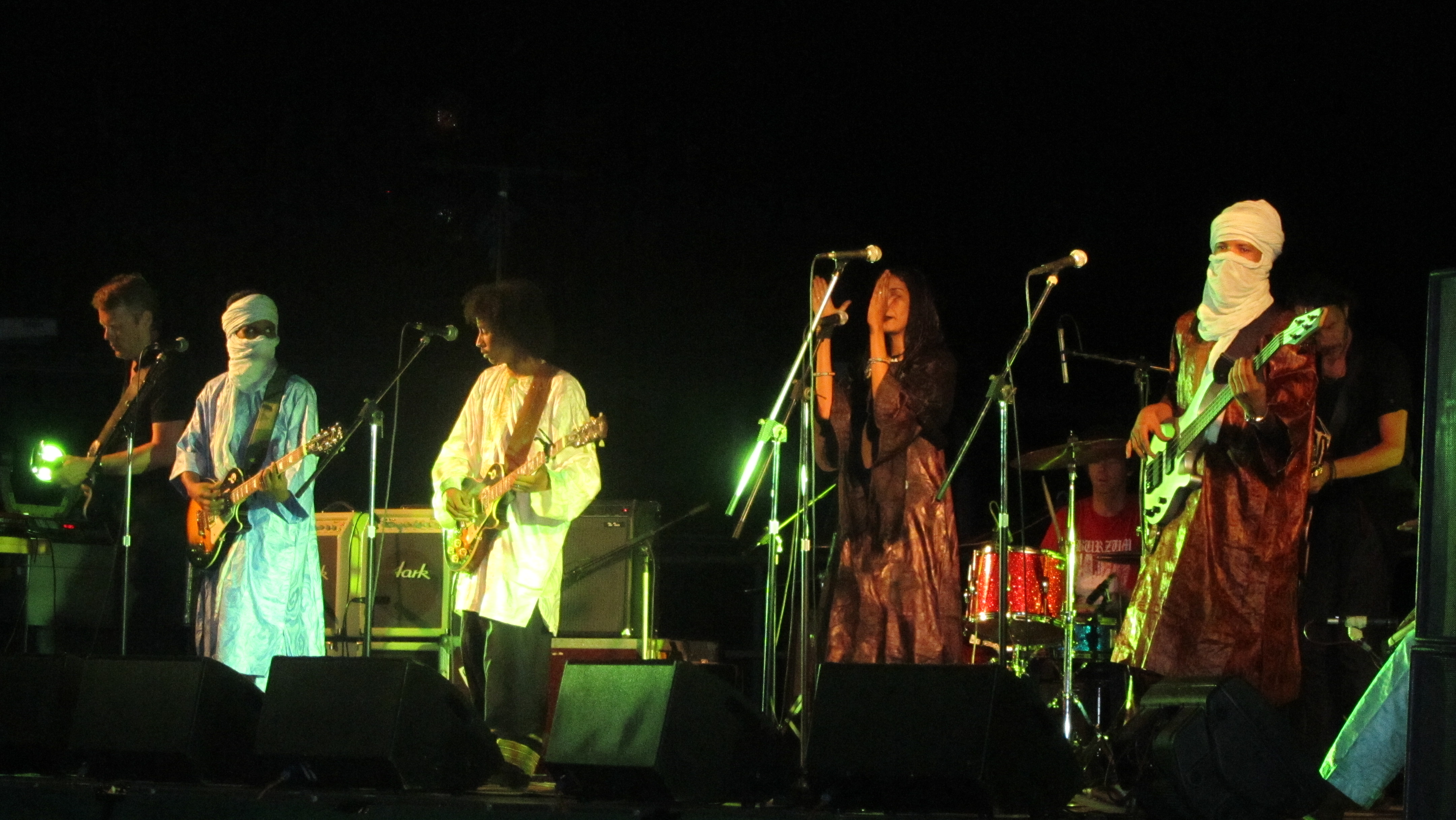
Tamikrest bei einem gemeinsamen Konzert mit Dirtmusic in Azzano San Paolo im Jahr 2010

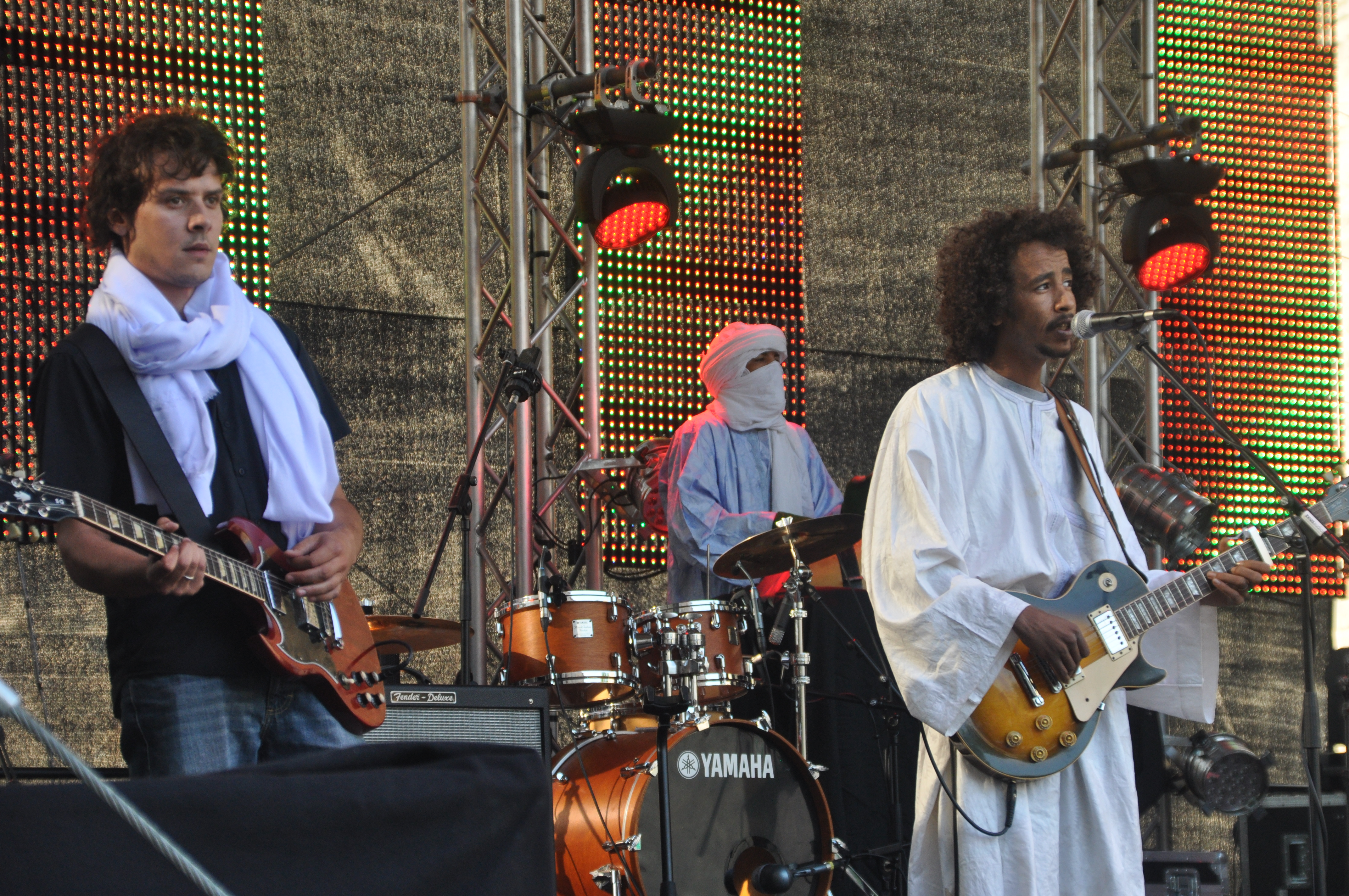
Tamikrest beim Weltmusikfestival Horizonte 2013

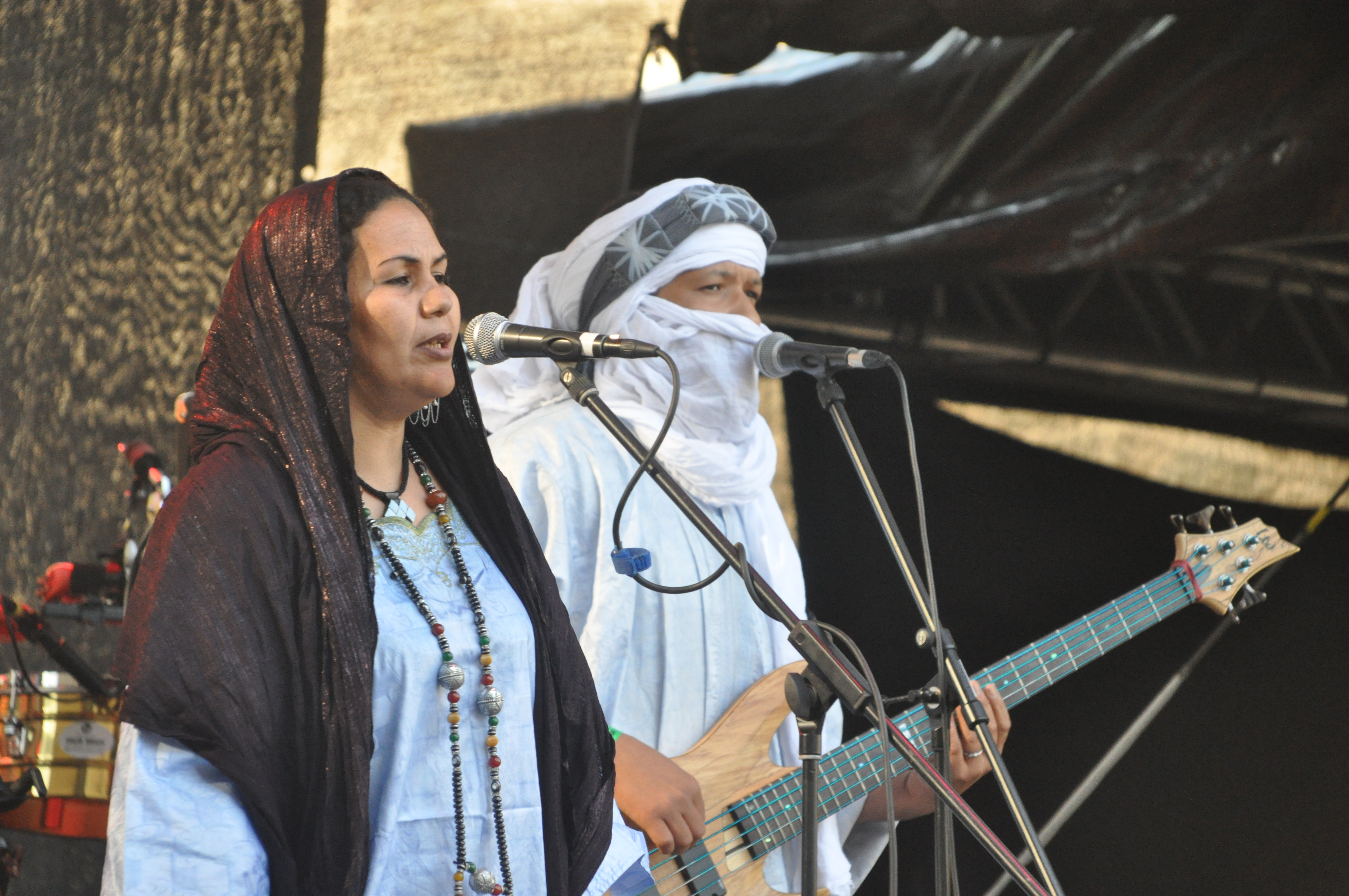
Tamikrest beim Weltmusikfestival Horizonte 2013

Die einzelnen Bandmitglieder waren bei der Gründung Tamikrests im Jahr 2006 jeweils Anfang 20. Sie stammen aus der Region Kidal um die gleichnamige Stadt im Nordosten Malis und besuchten gemeinsam die von europäischen Stiftungen finanzierte Schule Les enfants de l’Adrar  in Tinzawaten, einer kleinen Oasenstadt in der Sahara, wo sie eine musikalische Grundausbildung erhielten. Ihre Kindheit und Jugend war vom Bürgerkrieg geprägt. Viele verloren Familienmitglieder und Freunde während der Tuareg-Aufstände in den Jahren 1990 bis 1995, in denen die Tuareg größere Autonomie einforderten. Als 2006 erneut Unruhen ausbrachen, entschlossen sich Ousmane Ag Mossa und sein Schulfreund Cheick Ag Tiglia, sich nicht dem bewaffneten Kampf anzuschließen, sondern stattdessen mit musikalischen Mitteln auf die Anliegen der Tuareg aufmerksam zu machen.
In ihrer Jugend spielten sie meist die traditionelle Musik der Kel Tamashek (wie die Tuareg sich selbst bezeichnen) und Songs von der Tuareg-Band Tinariwen, die bereits seit den achtziger Jahren traditionelle Tuareg-Musik mit westlicher Musik verband und mit denen sie häufig verglichen werden. Später kamen durch Internet und MP3-Kultur weitere westliche Einflüsse hinzu. Die Musik Tamikrests wurde bspw. durch Musiker wie Jimi Hendrix, Bob Marley, Pink Floyd und Mark Knopfler beeinflusst.
Aus einer Begegnung mit der amerikanisch-australischen Band Dirtmusic beim Tuareg-Musikfestival Festival au Désert 2008 in der malischen Gemeinde Essakane, im Kreis Goundam und etwa 70 Kilometer westlich von Timbuktu, erwuchs eine Freundschaft und künstlerische Zusammenarbeit. So sind Tamikrest auf dem zweiten Dirtmusic-Album BKO von 2010 zu hören, das in Studio in Malis Hauptstadt Bamako aufgenommen wurde. Bei diesen Sessions entstand auch Tamikrests Debütalbum Adagh, das von Chris Eckman (Mitglied bei Dirtmusic und den Walkabouts) produziert wurde; 2010 waren beide Bands gemeinsam auf Europa-Tournee, u. a. auf dem Sziget-Festival 2010 und dem Orange Blossom Special Festival ihrer gemeinsamen Plattenfirma Glitterhouse. Im Oktober wurde das zweite Album namens Toumastin aufgenommen, erneut produziert von Chris Eckman.

## Diskografie
- 2009: Adagh (Glitterhouse)
- 2011: Toumastin (Glitterhouse)
- 2011: Live 2011 (European Tour 2011)
- 2013: Chatma (Glitterbeat)
- 2015: Taksera (Glitterbeat)
- 2017: Kidal (Glitterbeat)
- 2020: Tamotait (Glitterbeat)